# 藍點擬牙鯛
藍點擬牙鯛為輻鰭魚綱鱸形目鱸亞目鯛科的其中一種，分布於西印度洋區，從紅海至南非海域，棲息深度可達100公尺，體長可達60公分，棲息在礁石底質海域，屬肉食性，可做為食用魚。